# Вандышка
Вандышка — река в России, протекает по территории Даниловского района Ярославской области; левый приток реки Касть.
В верхнем течении пересыхает.
Сельские населённые пункты около реки: Хламотино, Ивники, Никиткино, Большое Старово.